# Червоный Яр (Бериславский район)
Червоный Яр (укр. Червоний Яр) — село в Мыловской сельской общине Бериславского района Херсонской области Украины.
Почтовый индекс — 74352. Телефонный код — 5546. Код КОАТУУ — 6520684203.

## Население
Население по переписи 2001 года составляло 182 человека.

### Языковой состав
Родной язык населения по данным переписи 2001 года:
| Язык       | Численность, чел. | Доля     |
| ---------- | ----------------- | -------- |
| Украинский | 179               | 98,35 %  |
| Русский    | 3                 | 1,65 %   |
| Итого      | 182               | 100,00 % |

## Местный совет
74351, Херсонская обл., Бериславский р-н, с. Мылово, ул. Бериславская, 26